# James Bowie
James Bowie (ca. 1796 - 6. marts 1836) var en amerikansk pioner, der spillede en vigtig rolle i Texasrevolutionen og slaget ved Alamo. Historier om ham som en revolvermand og person i et grænseområde, både rigtige og fiktive, har gjort ham til en legendarisk figur i Texas historie og en folkehelt i den amerikanske kultur.
Han blev født i Kentucky og tilbragte det meste af sit live i Louisiana, hvor han voksede op og senere arbejdede som jordspekulant. Han begyndte at blive berømt i 1823 efter Sandbarduellen. Det der begyndte som en duel mellem to mænd endte i en nærkamp, hvor Bowie, der var blevet både skudt og dolket, dræbte sheriffen i Rapides Parish med en stor kniv. Denne historie, og andre historier om hans kunnen med en kniv, ledte til, at bowiekniven blev meget populær.
Bowies ry blev cementeret under Texasrevolutionen. Efter han var flyttet til Texas i 1830, blev han mexicansk statsborger og giftede sig med Ursula Veramendi, der var datter af den mexicanske viceguvernør i provinsen. Hans berømmelse i Texas voksede efter hans fejlslagne ekspedition til den tabte San Saba-mine, hvor hans lille ekspedition slog et angreb tilbage fra en stor gruppe indfødte indianere. Ved Texasrevolutionens udbrud sluttede Bowie sig til Texas' militær og ledede tropper under slaget ved Concepción og Grass Fight. I januar 1836 ankom han til Alamo (en tidligere spansk missionsstation), hvor han ledede frivillige tropper indtil sygdom gjorde, at han måtte give op og blive sengeliggende. Bowie døde sammen med de andre personer, som forsvarede Alamo den 6. marts. På trods af at der hersker forskellige beretninger om hans død, så beskriver "de mest populære, og sandsynligvis også de mest korrekte", at han døde i sin seng efter at have tømt sin revolver mod adskillige mexicanske soldater.